# توم ستيرن
توم ستيرن (بالإنجليزية: Tom Stern)‏ هو كاتب وكاتب سيناريو ومخرج وممثل أمريكي، ولد في 1960 بنيويورك في الولايات المتحدة.

## وصلات خارجية
- توم ستيرن على موقع IMDb (الإنجليزية)
- توم ستيرن على موقع ألو سيني (الفرنسية)
- توم ستيرن على موقع قاعدة بيانات الفيلم (الإنجليزية)
- توم ستيرن على موقع كينوبويسك (الروسية)